# Maison du jardinier (Seminaarinmäki)
La maison du jardinier (finnois : Puutarhurin talo), est un bâtiment construit sur Seminaarinmäki à Jyväskylä en Finlande,.

## Galerie

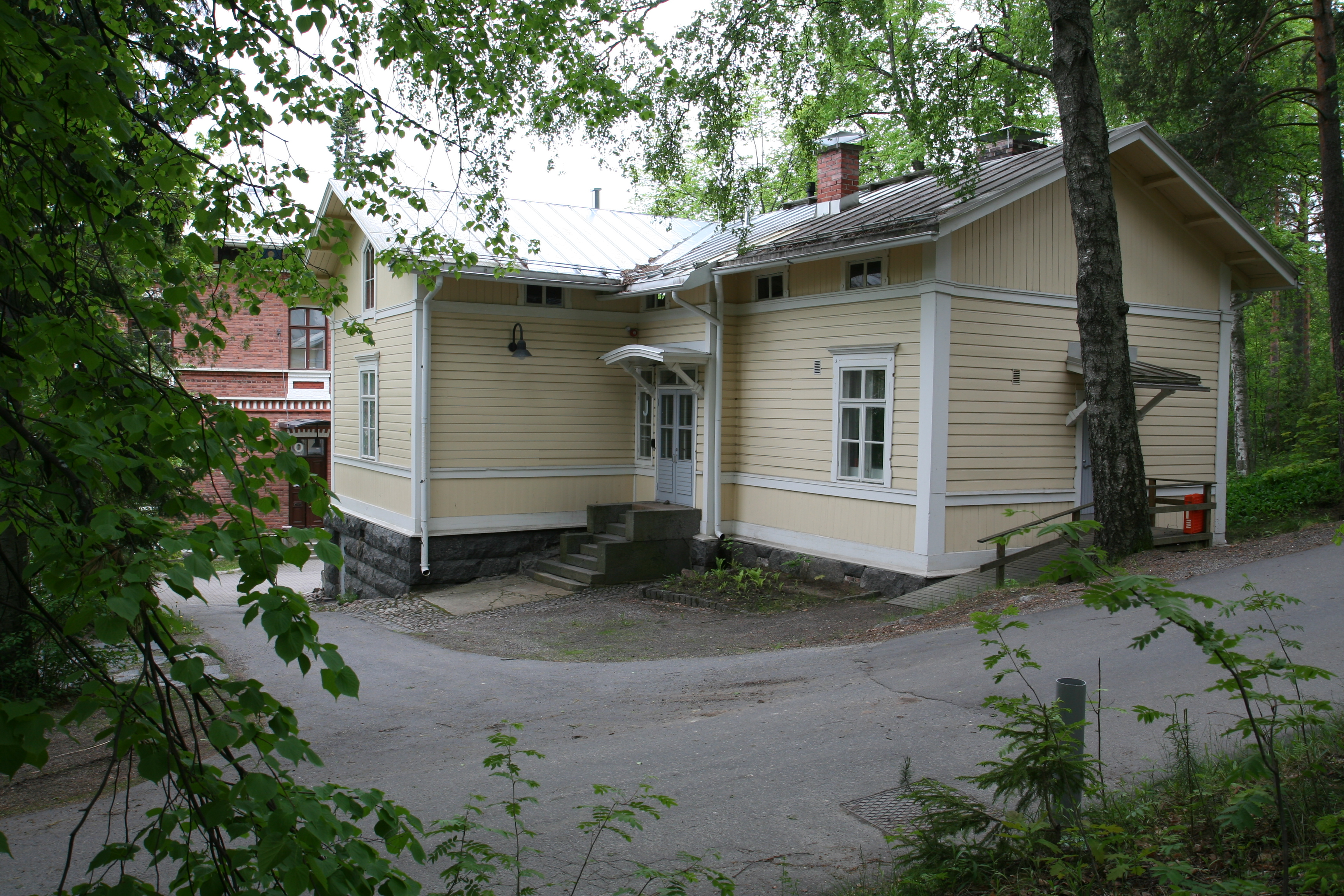